# Bogors botaniska trädgård

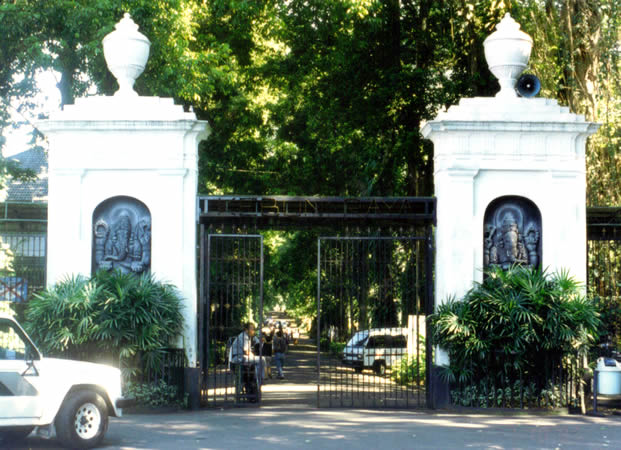
Ingången till Bogors botaniska trädgård.

Bogors botaniska trädgård (indonesiska: Kebun Raya Bogor), är en botanisk trädgård i staden Bogor i Indonesien, 60 kilometer söder om Jakarta. Den står under överinseende av Indonesiens Vetenskapliga Institut (Lembaga Ilmu Pengetahuan Indonesia eller LIPI). Trädgården ligger i stadens centrum anslutet till presidentpalatset Istana Bogor. Det täcker ett område på 87 hektar och innehåller 13,983 sorters träd och plantor av olika ursprung. Bogors geografi innebär daglig nederbörd, även under torrperioden, vilket gör trädgården till en fördelaktig plats för tropiska växter. 
Bogors botaniska trädgård grundades år 1817 av Nederländska Ostindiens kolonialregering och blomstrade under ledarskap av många välkända botanister som Johannes Elias Teijsmann, Rudolph Herman Christiaan Carel Scheffer och Melchior Treub. Det är den äldsta botaniska trädgården i Sydostasien.